# Eren Güngör
Eren Güngör est un ancien footballeur international turc né le 2 avril 1988 à Bergama. Il jouait au poste de défenseur.

## Carrière
| Saison    | Club        | Division | Matches | Buts |
| --------- | ----------- | -------- | ------- | ---- |
| 2007-2008 | Altay SK    | II       | 45      | 0    |
| 2008-2009 | Kayserispor | I        | 74      | 2    |

## Sélections
- 3 sélections et 0 but avec l'équipe de Turquie depuis 2008.